# سنجرخان وزیری
سنجرخان وزیری نرانی ملقب به سردار اکرم(درگذشته عاشورای ۱۳۳۹ قمری)، مبارز و آزادیخواه کرد اهل‌سنت و از فعالان انقلاب مشروطه بود که در برابر حضور نیروهای انگلیسی و روسی در منطقه کردستان به مبارزه علیه آنان پرداخت. او در دهم محرم ۱۳۳۹ قمری توسط برادرخوانده اش کشته شد.

## پدر و خانواده
سنجر خان فرزند حاج یوسف مالک روستای نران از توابع شهر سنندج و فرزندجیران خانم از خانواده اردلان و فرزند چهارم از ۹ فرزند خانواده است. بعد از فوت پدر به علت خصومت برادرانش با وی (سنجرخان و یکی از برادرانش از مادری دیگر بودند) مجبور به ترک روستا و زادگاه خود می‌گردد و بعد از خریداری کردن زمینی در میانگروران و احداث روستایی در همان محل مشغول به کار کشاورزی و دامداری و زندگی خود می‌شود و با در اختیار گذاشتن خانه و زمین به کشاورزان عده‌ای از مردم همان منطقه را به دور خود جمع می‌کند و هم‌زمان با کارهای کشاورزی و دامداری رعیت و افراد روستای خود را به کار یادگیری سواری و آموختن فنون جنگاوری وامی‌دارد.

## زندگی
تاریخ تولد سنجرخان وزیری نرانی مشخص نیست. اما محل تولد او روستای نران از توابع شهرستان سنندج بوده‌است. پدرش میرزا محمد وزیری نرانی، دو همسر داشت که سنجرخان و برادرش یدالله‌خان از همسر دوم او به دنیا آمده و برادرخوانده‌اش به نام میرزا خلیل خان که بعدها سنجرخان را به قتل رساند از همسر اول وی بود. مادر سنجر خان جیران خانم خواهر سردار حاجعلی خان رستمی موسیوند کلیایی از کردهای کرمانشاه وبزرگ ایل موسیوند کلیایی بود. مادر سنجرخان شیعه و پدرش اهل تسنن و شافعی مذهب بود. تبار سنجرخان از سمت پدر به خاندان وزیری و از طرف مادر به خاندان رستمی و اردلان می‌رسد. خاندان وزیری سنندج از نسل خواجه ابراهیم بزاز هستند که در زمان شاه عباس صفوی به فرمان هه‌لوخان اردلان به عنوان مستوفی و وزیر مالیه به دارالحکومهٔ خاندان اردلان آمد. اوایل سلطنت ناصرالدین‌شاه قاجار ادارهٔ بسیاری از امور را در دست گرفته و گاهی سبب عزل و نصب حکومت‌ها نیز می‌شدند. طایفه وزیری‌ها گسترش پیدا کردند و در شهرها و روستاهای کردستان پراکنده شده و نبض کردستان را در دست گرفتند. بعد از انقراض خاندان اردلان در اوایل سلطنت ناصرالدین شاه، وزیری‌ها در کردستان حرف اول را می‌زدند و گاهی موجبات عزل و نصب حکومت‌ها را فراهم می‌کردند.
میرزا تقی خان آصف دیوان و برادر او مشیر دیوان بزرگ خاندان وزیری‌ها محسوب می‌شدند که اولی پسرعموی پدر سنجرخان بود. سنجرخان که به دنبال در دست گرفتن قدرت بود، نه تنها دو برادرش میرزا خلیل خان و یدالله‌خان را به جانشینی پدر قبول نداشت، بلکه آصف دیوان را هم به عنوان بزرگ خاندان نمی‌پذیرفت و به همین دلیل درگیری‌های زیادی در درون خاندان وزیری علیه او وجود داشت. با این حال به دلیل تعلق مادر سنجرخان به ایل موسیوند کلیایی کرمانشاه، وی پشتوانهٔ خوبی در میان ایل داشت و به همین دلیل از حاشیهٔ امنی برخوردار بود. با این حال سنجرخان در سن ۲۵ سالگی مورد خشم آصف دیوان قرار گرفت و به ناچار عازم دیار مادری خود به روستای آگاه علیا می‌رود و به عنوان امیر و سرلشکر دربار سردار حاجعلی خان رستمی موسیوند کلیایی که با نفوذترین و قدرتمندترین خان و سوار منطقه بود شد. او یکسال با این سمت در کلیایی بود و عنوانی را از آن خود کرد که دیگر خوانین منطقه کلیایی نیز برای رسیدن به آن در رقابت بودند. از جمله حسین قلی خان امیر امجد جاه طلب به همین دلیل خوانین دیگر که برخی او را رقیب خود می‌پنداشتند و برخی دیگر دشمنان حاجعلی خان بودند اعلام کردند که هر کس سنجرخان را کتف‌بسته تحویل دهد، به شغل سردار لشکری منسوب و انعام بزرگی دریافت خواهد کرد. به دنبال آشکار شدن این فراخوان، حاجعلی خان که نمی‌خواست ابهت و غرور حضور خواهر زاده اش شکسته شود، نامه ای به آصف دیوان نوشت و شفاعت او را نزد وی کرد و به آصف دیوان قول داد که از این به بعد سنجر خان تابع اوامر او خواهد بود. با پذیرش این نامه توسط آصف دیوان، سنجر خان اجازه یافت به املاک موروثی پدرش در روستای نران بازگردد. این بازگشت البته بدون درگیری نبود و گماشتگان حسین قلی خانی امجد بعد شکست جنگ گاورد در منطقه آگاه در راه بازگشت برای تعرض و گرفتن انعام به او حمله‌ور شدند. در این میان فردی به نام مایی‌خان که از سربازان مخالفان حاجعلی خان و امان‌الله خان فرهنگ کلیایی بود، در کشتن وی ناکام ماند و از ترس آنکه در بازگشت به دست اربابش کشته شود، به کلیایی بازنگشت و تا آخر عمر با سنجرخان همراه شد و پیمان وفاداری بست.
سنجرخان پس از بازگشت به روستای نران متوجه شد که برادرش خلیل‌خان املاک پدری را تصاحب کرده‌است و به دلیل خصومت میان این دو برادر امکان زندگی در روستا برای وی وجود ندارد؛ بنابراین به روستای می‌آوران در مجاورت نران رفت و املام آنجا را خرید و همراه با مایی‌خان در آنجا خانه‌ای ساخت و به کشاورزی پرداخت. او در می‌آوران قلعه‌ای ساخت و افرادی را به عنوان سوار به تفنگ مجهز کرد که بعدها در جنگ همراهش شدند.

## جنگ علیه روس‌ها و انگلیسی‌ها
در این زمان که روس‌ها مناطق مختلف ایران از جمله کردستان را اشغال کرده‌اند و آزار و اذیت مردم به جایی رسید که مردم از جنگ جویان میهن دوست تقاضای کمک و یاری کردند. سنجرخان با آگاه شدن از عمق بحران و فشارهای زیاد اشغالگران با فرستادن نامه‌هایی به حاکم سنندج و اجازه از آنها، درخواست اذن جنگ و همچنین در اختیار گذاشتن نیروی جنگی برای انجام چنین امری را می‌کند که البته با مخالفت حاکم سنندج رو به رو می‌شود و در نهایت اصرار و درخواستهای زیاد سنجر خان حاکم سنندج را برآن می‌دارد که جهت جلوگیری از سرکشی و اغتشاش قشونی متشکل از قوای انگلیسی که آنموقع در کردستان جولان می‌دادند را جهت سرکوب ارسال می‌نماید که به جنگ میان سنجرخان و انگلیسی‌ها می‌انجامد و با شکست انگلیسی‌ها راه جنگ با روس‌ها برای این مرد هموارتر می‌شود و این بار بدون اجازه و اذن از کسی، خود جوش و با اتکا به نیروهای مردمی روستاهای اطراف سنندج و جوانان گرد آمده بود، راهی میدان مبارزه و نبرد با روس‌ها گردید.
از روستاهای اطراف کامیاران شروع به جنگ و زد و خورد می‌شود و روس‌ها را تا شهر سنندج فراری داده و با شکست دادن آنان، آن‌ها را مجبور به ترک روستاها و شهرها می‌نماید. در شهر سنندج و در جنگ صلوات آباد بعد ازشکست واردکردن به روس‌ها و تعقیب آنان دچار گلوله‌ای ازدشمن می‌شود و زخمی کاری و مهلک برمی‌دارد. با التیام یافتن سنجرخان از آن زخم، بعد از یک ماه با ندایی از فردی مقدس در عالم خواب خان را دوباره بر جنگ و مبارزه مصر و مصمم علیه اشغالگران مژده فتح و پیروزی را می‌دهد.
با فراهم کردن سوارانی ازروستاهای اطراف و با یاری مردم دوباره راهی میدان می‌شود و از شهر دهگلان روس‌ها را در پی یک نبرد سخت شکست و فراری داده و با به دست آوردن مقدار زیادی غنایم جنگی سبک و سنگین و مهمات به جنگ‌های بعدی ادامه می‌دهد. ادامه جنگ‌ها و فتح و پیروزیهای پیاپی سنجر خان تعجب تمام رجال مملکت رادرپی دارد سیل پیشکشیها و هدایا از اطراف واکناف سرازیر می‌شود پیشنهادهای زیادی برای همکاری دریافت می‌دارد که اکثر آن‌ها به موقع و بعضی واقعی نبود. جنگ‌ها به شهرهای دیواندره و سقز کشیده می‌شود و در اکثر مناطق سواران سنجر خان موفق به شکست روس‌ها و آزادسازی مناطق مذکور می‌گردند. باهمکاری یکی از حاکمان منطقه سقز و بوکان به نام حشمت الملک، خان روس‌ها را تا پل منجیل فراری می‌دهد و به عقب می‌راند و تمامی خاک کردستان را از نیروهای روسی پاکسازی می‌کند. نامه‌ای به میرزا کوچک خان می‌نویسد و میرزا را از کار روس‌ها آگاه می‌کندکه آن‌ها را از کردستان فراری داده‌ام و اکنون نوبت شماست که آن‌ها به طرف شما در راهند. میرزا هم در کنار پل منجیل با نیروهای روسی درگیر می‌شود و در این جنگ تلفات زیادی بر نیروهای روس وارد می‌گردد.

## فاطمه خان گهڵواخی ملقب به «فاته ڕهش»
در جنگ سنجرخان علیه تهاجم قوای روس و کشیده شدن این جنگ به شهرهای دیواندره و سقز، مردم این منطقه نیز برای دفاع از سرزمین و دین و آیین‌شان در مقابل روسها، اسلحه بدست گرفتند. پس از کشته شدن سنجر خان و در اوج ناامیدی و یاس از شکست، مردم منطقه گلواخی دیواندره وارد این کارزار شدند و با همکاری نیروهای دولت مرکزی سعی بر بیرون کردن روس‌ها کردند و در این میان است که فاطمه خان گلواخی به مانند شیرزنان سلف خود پا به میدان مبارزه می‌گذارد.
... جنگ خونباری بود. کشته‌ها را تا روز بعد نمی‌شد دفن کرد. عده‌ای اسیر شدند، عده‌ای زخمی شدند و «فاته ڕهش» که در خط مقدم بود، با همراهان خود تا آخرین نفس جنگید. فاطمه خان گلواخی در حوالی روستای «زاغه علیا» زخمی می‌شود و او را به چادر درمان و امداد انتقال می‌دهند که بعد از دو روز از بستری وی خبر می‌رسد که قشون روس در منطقه به قتل و غارت دست زدهاند. ایشان از ادامه درمان امتناع می‌کند و می‌گوید مرگ و کشته شدن در مقابل دشمن را به مداوا و استراحت ترجیح می‌دهد. بلافاصله با بازسازی قشون خود این بار از حوالی روستای «غیبی سور» و از چند نقطه متفاوت حملات سهمگینی بر دشمن وارد ساخته و دشمن که غافل گیر شده بود تا چندین کیلومتر به طرف سنندج عقب‌نشینی می‌کند. با این احوال مدت چند ماه جنگ بین عشایر منطقه به رهبری فاطمه خان و قشون روس ادامه داشت، که در هر حمله موجب پیروزی عشایر و شکست و کشته شدن روس‌ها می‌شد.
نقل می‌کنند در ارتفاعات کوه «شیخ شرف» حد واسط روستاهای «زاغه علیا» و «دره سفته» قشون روس از ترس فاتهڕهش و تنگ شدن حلقهی محاصره، جرٲت حمله به روستاهای اطراف در بدست آوردن و تأمین آب و غذا را نداشتند و وجود همین موضوع موجب شد که قوای روس در این ارتفاعات هفته‌ها تشنه و گرسنه بمانند که نتیجه آن کشته و تسلیم شدن بسیاری از سربازان روس بود. نهایتاً زمستان و شدت سرما از راه رسید و فاتهڕهش به همراه چند تن از یارانش در حوالی «کانی نیمه ڕوژه» بر اثر شدت برف و کولاک گیر کرده و راه بازگشت و نجات خود را گم می‌کنند و بعد از مدت دو روز تلاش در این سرمای استخوان سوز در کولاک و یخبندان گرفتار شده و نهایتاً فوت می‌کنند.
بعد از مرگ این شیر زن کرد، فرمانده روس برای نشان دادن کینه و تقاص خود از فاطمه خان، تا آنجا که برایش مقدور بود قوم و اقربای ایشان را دستگیر و اعدام می‌کند. همه عموها، عموزاده‌ها و دایی‌هایش را در کوه شیخ شرف زاغه علیا تیرباران نمود.

## مرگ
سنجر خان بعد از خاتمه کار روس‌ها به روستای خود برگشت و چند سالی را بامدارا کردن با دشمنان خانگی خود به سرآورد. برادرانش مخصوصاً خلیل خان با وجود کینه قدیمی و همچنین حاکم سنندج شریف الدوله با خصومتی که از سنجرخان داشت دلایل مشکلات و سبب ناراحتی‌های ایشان بودند. با تطمیع کردن و تشویق شریف الدوله نابرادری سنجرخان دست به توطئه علیه او زدند. او در روز جمعه ماه محرم و روز عاشورا ۱۳۳۹ هجری قمری معادل با ۱ مهر ۱۲۹۹ هجری شمسی سنجرخان را به خانه خود دعوت کرد. همچنین یکی از برادران تنی خان به نام یدالله‌خان به این مهمانی دعوت بود با وجود اینکه خان روزه سنت عاشورا داشت و هنوز روزه خود را افطار نکرده بود، هنگامی که برای گرفتن وضو به کنارحوض داخل حیاط رفته بود مورد هدف گلوله گماشتگان برادرش گشت، او و برادرش وپسرعمویشان احمدخان وزیری توسط برادر دیگر خود کشته شدند.

## در فرهنگ
عباس کمندی در مصاحبه با خبرگزاری کردپرس اعلام کرد که فیلم سنجرخان به کارگردانی جمیل رستمی و نویسندگی عباس کمندی ساخته می‌شود. مدیر کل صدا و سیمای مرکز کردستان از آغاز نهضت مستندسازی در این استان در دو بخش صدا و سیما برای تولید آثار فاخر و ماندگار خبر داد و گفت: این کار در بخش سیما از سال جاری آغاز شده‌است. وی با بیان اینکه قرار است با حمایت استانداری کردستان، سریالی با عنوان سنجر خان تولید شود، بیان کرد: بر اساس قول مساعد استاندار کردستان و تأمین اعتبار مورد نیاز شبکه کردستان سریال سنجر خان را تولید می‌کند که این مهم می‌تواند بهترین فرصت برای بیان بخشی از تاریخ این استان و منطقه باشد.
سریال تلویزیونی سنجرخان به کارگردانی محمدحسین لطیفی در ۲۶ بهمن ۱۴۰۲ از شبکه یک سیما پخش شد.

## بزرگداشت
در ۲۲ اسفند ۱۳۹۴ مراسمی به منظور بزرگداشت سنجرخان وزیری نرانی در روستای نران شهرستان سنندج برگزار شد. در این مراسم که در عمارت سنجر خان برگزار شد، جمال احمدی آیین، فرخ‌لقا معتمد وزیری، هادی ادب، صباح حسنی، جلال شریعتی، اجلال قوامی، غریب سجادی، لیلا وزیری، فردین کمانگر، هاشم حسامی، منصور رحمانی، اسعد فتاحی و رئوف کریمی دربارهٔ شخصیت این سردار کُرد به سخنرانی پرداختند.